# Saut à la perche féminin aux championnats du monde d'athlétisme 2013
Navigation
Daegu 2011 Pékin 2015
L'épreuve de saut à la perche féminin des championnats du monde d'athlétisme de 2013 s'est déroulée les 11 et 13 août 2013 dans le stade olympique Loujniki de Moscou (Russie), remportée par la Tabassarano-russe Yelena Isinbayeva (photo), déjà vainqueure en 2005, 2007, et l'année précédente indoor. La tenante du titre brésilienne de 2011 outdoor Fabiana Murer se classe cette fois 5e (voire 4e ex æquo d'après le tableau de résultats in fine).

## Médaillées
| Or                | Argent        | Bronze         |
| Yelena Isinbayeva | Jennifer Suhr | Yarisley Silva |

## Records, engagées et performances
Avant ces championnats de 2013, les records du saut à la perche féminin (mondial, des championnats et par continent), les athlètes engagées et les meilleures performances de l'année précédente sont respectivement les suivantes.

### Records passés
| Record du monde           | Yelena Isinbayeva   | Russie         | 5,06m | Zurich, Suisse              | 28 août 2009    |
| Record des championnats   | Yelena Isinbayeva   | Russie         | 5,01m | Helsinki, Finlande          | 12 août 2005    |
| Record d'Afrique          | Elmarie Gerryts     | Afrique du Sud | 4,42m | Wesel, Allemagne            | 12 juin 2000    |
| Record d'Asie             | Gao Shuying         | Chine          | 4,64m | New York, États-Unis        | 2 juin 2007     |
| Record d'Amérique du Nord | Jennifer Stuczynski | États-Unis     | 4,92m | Eugene (Oregon), États-Unis | 6 juillet 2008  |
| Record d'Amérique du Sud  | Fabiana Murer       | Brésil         | 4,85m | San Fernando, Espagne       | 4 juin 2010     |
| Record d'Europe           | Yelena Isinbayeva   | Russie         | 5,06m | Zurich, Suisse              | 28 août 2009    |
| Record d'Océanie          | Alana Boyd          | Australie      | 4,76m | Perth, Australie            | 24 février 2012 |

### Athlètes engagées
Pour se qualifier, il faut avoir réalisé au moins 4,60 (minimum A) ou 4,50 m (minimum B) entre le 1er octobre 2012 et le 29 juillet 2013.

### Meilleures performances de l'année 2013
| 1 | Yarisley Silva         | Cuba       | 4,90 m       | Hengelo                 | 8 juin 2013     |
| 2 | Jennifer Suhr          | États-Unis | 4,80 m (inv) | Allendale, Michigan     | 10 mai 2013     |
| 3 | Elena Isinbaeva        | Russie     | 4,78 m       | Ostrava                 | 27 juin 2013    |
| 4 | Fabiana Murer          | Brésil     | 4,73 m       | São Paulo               | 9 juin 2013     |
| 4 | Anastasia Savchenko    | Russie     | 4,73 m       | Yerino, Russie          | 15 juin 2013    |
| 6 | Carolin Hingst         | Allemagne  | 4,71 m       | Göteborg                | 15 juin 2013    |
| 6 | Silke Spiegelburg      | Allemagne  | 4,71 m       | Lucerne                 | 17 juillet 2013 |
| 8 | Mary Saxer             | États-Unis | 4,70 m       | Chula Vista, Californie | 6 juin 2013     |
| 8 | Kylie Hutson           | États-Unis | 4,70 m       | Terre Haute, Indiana    | 15 juin 2013    |
| 8 | Angelina Zhuk-Krasnova | Russie     | 4,70 m       | Tampere                 | 13 juillet 2013 |

## Résultats

### Qualifications
| Rang | Athlète                | Pays       | Hauteur     | Par hauteur | Par hauteur | Par hauteur | Par hauteur | Par hauteur |
|      |                        |            |             | 4,15m       | 4,30m       | 4,45m       | 4,55m       | 4,60m       |
| ---- | ---------------------- | ---------- | ----------- | ----------- | ----------- | ----------- | ----------- | ----------- |
| 1    | Silke Spiegelburg      | Allemagne  | 4,55 m      | -           | -           | o           | o           |             |
| 2    | Elena Isinbaeva        | Russie     | 4,55 m      | -           | -           | -           | o           |             |
| 3    | Li Ling                | Chine      | 4,55 m (PB) | o           | xo          | o           | o           |             |
| 4    | Kristina Gadschiew     | Allemagne  | 4,55 m      | -           | o           | o           | xxo         |             |
| 4    | Marion Lotout          | France     | 4,55 m      | o           | o           | o           | xxo         |             |
| 4    | Yarisley Silva         | Cuba       | 4,55 m      | -           | -           | o           | xxo         |             |
| 7    | Becky Holliday         | États-Unis | 4,45 m      | -           | o           | o           | xxx         |             |
| 7    | Nikoléta Kiriakopoúlou | Grèce      | 4,45 m      | -           | o           | o           | xxx         |             |
| 9    | Karla Rosa da Silva    | Brésil     | 4,30 m      | o           | xo          | xxx         |             |             |
|      | Kylie Hutson           | États-Unis | NM          | -           | xxx         |             |             |             |
|      | Anna Rogowska          | Pologne    | NM          | -           | -           | xxx         |             |             |

| Rang | Athlète                     | Pays       | Hauteur    | Par hauteur | Par hauteur | Par hauteur | Par hauteur | Par hauteur |
|      |                             |            |            | 4,15m       | 4,30m       | 4,45m       | 4,55m       | 4,60m       |
| ---- | --------------------------- | ---------- | ---------- | ----------- | ----------- | ----------- | ----------- | ----------- |
| 1    | Angelina Zhuk-Krasnova      | Russie     | 4,55 m     | -           | o           | o           | o           |             |
| 1    | Jiřina Ptácniková-Svobodová | Tchéquie   | 4,55 m     | -           | o           | o           | o           |             |
| 3    | Anastasia Savchenko         | Russie     | 4,55 m     | -           | o           | o           | xo          |             |
| 3    | Jennifer Suhr               | États-Unis | 4,55 m     | -           | -           | -           | xo          |             |
| 5    | Lisa Ryzih                  | Allemagne  | 4,55 m(SB) | -           | xo          | xxo         | xo          |             |
| 6    | Fabiana Murer               | Brésil     | 4,55 m     | -           | -           | -           | xxo         |             |
| 7    | Nicole Büchler              | Suisse     | 4,45 m     | -           | o           | xo          | xxx         |             |
| 8    | Angelica Bengtsson          | Suède      | 4,45 m     | o           | xo          | xo          | xxx         |             |
| 9    | Carolin Hingst              | Allemagne  | 4,45 m     | o           | o           | xxo         | -           | xxx         |
| 10   | Tori Pena                   | Irlande    | 4,30 m     | -           | o           | xxx         |             |             |
|      | Stélla-Iró Ledáki           | Grèce      | NM         | xxx         |             |             |             |             |

### Finale
| Rang               | Athlète                     | Pays       | Essais | Essais | Essais | Essais | Essais | Essais | Essais | Essais | Marque | Notes |
| Rang               | Athlète                     | Pays       | 4,30 m | 4,45 m | 4,55 m | 4,65 m | 4,75 m | 4,82 m | 4,89 m | 5,07 m | Marque | Notes |
| ------------------ | --------------------------- | ---------- | ------ | ------ | ------ | ------ | ------ | ------ | ------ | ------ | ------ | ----- |
| Médaille d'or      | Yelena Isinbayeva           | Russie     | —      | —      | —      | XO     | O      | XO     | O      | XXX    | 4,89 m | SB    |
| Médaille d'argent  | Jennifer Suhr               | États-Unis | —      | —      | O      | —      | O      | XO     | XXX    |        | 4,82 m |       |
| Médaille de bronze | Yarisley Silva              | Cuba       | —      | —      | O      | XXO    | XO     | XXO    | XXX    |        | 4,82 m |       |
| 4                  | Silke Spiegelburg           | Allemagne  | —      | O      | O      | O      | O      | XXX    |        |        | 4,75 m | SB    |
| 5                  | Fabiana Murer               | Brésil     | —      | —      | O      | O      | XXX    |        |        |        | 4,65 m |       |
| 5                  | Anastasia Savchenko         | Russie     | O      | O      | O      | O      | XXX    |        |        |        | 4,65 m |       |
| 7                  | Angelina Zhuk-Krasnova      | Russie     | O      | O      | O      | XO     | XXX    |        |        |        | 4,65 m |       |
| 8                  | Jiřina Ptácniková-Svobodová | Tchéquie   | O      | O      | XO     | XXX    |        |        |        |        | 4,55 m |       |
| 8                  | Lisa Ryzih                  | Allemagne  | —      | O      | XO     | XXX    |        |        |        |        | 4,55 m | SB    |
| 10                 | Kristina Gadschiew          | Allemagne  | O      | O      | XXX    |        |        |        |        |        | 4,45 m |       |
| 11                 | Li Ling                     | Chine      | XO     | O      | XXX    |        |        |        |        |        | 4,45 m |       |
| 12                 | Marion Lotout               | France     | O      | XO     | XXX    |        |        |        |        |        | 4,45 m |       |

## Légende
- m : mètres
- NM : not measured (non mesuré)[réf. à confirmer]
- inv : invalidé[réf. à confirmer]

Records et Performances
- AR : Record continental (area record)
- CR : Record des championnats (championship record)
- MR : Record du meeting (meet record)
- NR : Record national (national record)
- OR : Record olympique (olympic record)
- PR : Record paralympique (paralympic record)
- PB : Record personnel (personal best)
- SB : Meilleure performance personnelle de la saison (season's best)
- WL : Meilleure performance mondiale de l'année (world leader)
- WJR : Record du monde junior (world junior record)
- WR : Record du monde (world record)

Circonstances et Conditions
- DNF : N'a pas terminé (did not finish)
- DNS : N'a pas pris le départ (did not start)
- DQ : Disqualification (disqualification)
- NM : Aucun essai valable enregistré (No Mark)
- Q : Qualifié « directement » au prochain tour (ou à la prochaine compétition), lors d'une compétition majeure, grâce au classement ou à la réalisation des minima (automatic qualifier)
- q : Qualifié au prochain tour (ou à la prochaine compétition), lors d'une compétition majeure, grâce au repêchage ou à la réalisation de l'une des meilleures performances parmi celles des « non qualifiés directement » (grâce au meilleur temps ou à la meilleure distance par exemple) (secondary qualifier)